# Comtat de Saffenburg
El comtat de Saffenburg fou una jurisdicció feudal del Sacre Imperi Romanogermànic apareguda com altres al segle XI basada en el castell de Saffenburg (també anomenat Saffenberg) construït el 1081 a la vora del Ahr, al Ahrgau, avui al municipi de Mayschoß Ahrweiler a Renània-Palatinat.
Els seus senyors van agafar el títol comtal no se sap amb quin dret. Al segle XI s'esmenta a Adolf de Nörvenich i Adalbert de Saffenburg. La línia es va extingir el 1173 i va arribar per matrimoni als comtes de Sayn que el 1148 van vendre la meitat del castell a l'arquebisbe de Colònia Felip I de Heinberg. La casa de comtes de Neuenhar es va extingir el 1358 i Caterina de Neuenahr es va casar amb dotze anys amb Johann de Saffenburg de la casa de Saffenburg; per matrimoni el comtat va passar el 1424 a la casa de comtes de Virneburg fins a la seva extinció al segle XVI passant als comtes de Manderscheid-Schleiden (1545), i d'aquestos el 1593 al comte de Marck-Schleiden. El 1704 el castell fou demolit. El 1773 el comtat va passar al duc d'Arenberg que el va conservar fins a les guerres napoleòniques el 1794.

## Comtes
El primer senyor esmentat fou Adolf de Nörvenich, pare de Herman I que el va succeir i va morir el 1068; va deixar dos fills que van governar junts: Adalbert de Saffenburg i Adolf I de Nörvenich; el segon va morir sense fills i el primer, mort el 1110, va ser succeït pel seu fill Adolf II, mort el 1158; va deixar tres fills mascles: Herman II (+ 1172), Adolf III (mort sense fills) i Adalbert que es van repartir el domini es van formar dues línies: 
- La vella o major es va extingir amb Herman II i la seva filla Agnes, es va casar amb Enric II de Sayn (1176-1203) al que va succeir el seu fill Enric III i II de Saffenburg (1203-1246) a la mort del qual el comtat de Sayn va estar dominat pel comte de Sponheim i Saffenburg va passar al segon fill Enric III de Saffenburg, mort el 1275. A la seva mort el va heretar la seva filla Adelaida que ho va aportar a Dieteric VI de Clèveris

- La línia jove representada per Adolf III (+ 1186) va continuar amb el seu fill Adalbert II (+ 1210) a la mort del qual els dominis van passar al fill, Conrad I de Saffenburg que va continuar la línia comtal. Una germana de nom desconegut, casada amb Guillem, senyor de Dyck (+1252) va tenir una filla que es va casar amb Conrad I de Müllenark (+ 1265) i foren senyors de Müllenark línia que va continuar el seu fill Herman III (+1302) i el fill Conrad, que fou senyor de Tomberg (+ 1324).

Conrad I de Saffenburg (+1298) va tenir com a successor al seu fill Joan I (+1323) i aquest al seu fill Joan II (+1369). Després s'esmenta a Conrad II (1337-1386), segurament un germà de Joan II, i a Joan III (fill de Joan II) que va governar de 1353 a 1397, que es va casar amb Caterina de Neuenahr i el 1358 va heretar el comtat de Neuenahr. Van seguir Joan IV de Neuenahr-Saffenburg (vers 1397-1412) i el seu germà Guillem (1397-1424) a la mort del qual només va deixar una filla, Catarina, que es va casar amb el comte de Vineburg. Des de llavors la dinastia es va dir de Neuenahr-Saffenburg-Virneburg, però no va tardar a dividir-se en la de Saffenburg i Neunahr-Saffenburg-Virneburg.
En aquesta darrera foren comtes Rupert VI (1444-1459), Felip II (1459-1517), Felip III (1517-1534) i Cunó (1534-1545) passant llavors el Neuenahr a Jülich i Saffenburg a Manderscheid-Schleiden. La línia Manderscheid-Schleiden es va extingir el 1590 després de cedir gran part a l'arquebisbe de Trèveris i el 1593 el que quedava, principalment Virneburg va ser adjudicat a Löwenstein.